# Pokrevní svazky (Hvězdná brána)
Pokrevní svazky je 11. epizoda 1. řady sci-fi seriálu Hvězdná brána.

## Děj
Po neúspěšném pokusu odstranit Teal'covi symbionta a udržovat jeho tělo pomocí léků, žádá Teal'c generála George S. Hammonda a ostatní o pomoc. Prozradí, že opustil svou rodinu, aby se mohl připojit k SGC, ale jeho synovi Rya'covi má být implantována goa’uldí larva, která jej učiní závislého na symbiontech. Když generál odmítne, snaží se jít na vlastní pěst. Hammond jej zastaví, ale poté nakonec souhlasí s misí SG-1 na Chulak.
SG-1 se vrací na Chulak, přestrojená za učence ze dvora Apophise. Ve starém vyhořelém Teal'cově domě navážou kontakt s Bra'tacem, dalším rebelujícím Jaffou a Teal'covým starým učitelem. Vzhledem k tomu, že byl Teal'c prohlášen za "shol'vu" (vyděděnec, prokletý, odsouzený), byla Teal'cova rodina vyvržena ze společnosti Jaffů a žijí v primitivním táboře. Bra'tac vezme plukovníka Jacka O'Neilla a Teal'ca k Teal'cově rodině, zatímco kapitán Samantha Carterová a Dr. Daniel Jackson mají sledovat bránu.
Cestou k bráně Carterová a Daniel potkají kněží, kteří nesou nádobu plnou goa’uldích larev do nedalekého chrámu a následují je.
Mezitím O'Neill, Teal’c a Bra’tac dorazí do tábora vyvrženců. Teal'c přeruší obřad implantace prim'ta, aby zachránil svého syna. Drey'auc, Teal'cova žena, je rozzlobená tím, co Teal'covy činy přinesly jejich rodině. Nejhorší je, že syn Rya'c onemocněl spálou a jen symbiont jej může "vyléčit".
Daniel a Sam se vplíží do chrámu a ukradnou goa'uldí larvu. Daniel chce zabít zbývající larvy, aby zabránil jejich využití pro lidské hostitele, ale Sam tvrdí, že je nemorální zabít je v tomto stavu. Zdá se, že Daniel souhlasí, ale jakmile oba opouští chrám, střílí Daniel na nádobu a všechny larvy zabije.
O'Neill, Teal’c, Bra’tac a Rya’c spěchají k bráně. Rya’cův zdravotní stav se náhle zhorší a je jisté, že se nestihnou vrátit na Zemi včas. Teal’c se rozhodne dát synovi svou larvu a zachrání jeho život, i když tím obětuje svůj.
Mezitím se ukážou Daniel se Sam a Jack je informuje o tom, co se stalo. Daniel Jackovi sděluje, že ukradli jednu larvu a dají ji Teal’covi. Jakmile se Teal'c trochu zotaví, všichni spěchají k bráně.
U brány hlidkují jeden Jaffa a dva kněží. Bra’tac s Teal’cem vedou zbytek týmu přímo k bráně a tvrdí, že vedou zrádce, které mají předvést před Apophise. Kněz však nařizuje, že musí počkat na palácovou stráž. Bra’tac trojici zneškodní tyčovou zbraní. SG-1 se loučí s Bra’tacem a odcházejí bránou.